# Parafia Najświętszego Serca Pana Jezusa w Sanoku
Parafia Najświętszego Serca Pana Jezusa w Sanoku-Posadzie – rzymskokatolicka parafia, archidiecezji przemyskiej, w dekanacie Sanok II.

## Historia
Posada była wzmiankowana już w 1432 roku i była to wieś służebna grodu sanockiego. W XVI wieku zwana była jako Posada Sanocka, a pod koniec XVIII wieku Posada Olchowska. W 1901 roku zaczęto czynić starania w celu zbudowania kościoła filialnego w Posadzie. W 1927 roku rozpoczęto budowę murowanego kościoła, w stylu gotyckim, według projektu arch. inż. Władysława Chomiaka. W 1929 roku ks. prał. Franciszek Matwijkiewicz poświęcił kamień węgielny. W 1931 roku wieś została włączona w skład miasta Sanoka. 13 września 1931 roku bp Anatol Nowak poświęcił kościół, pw. Najświętszego Serca pana Jezusa.
W 1933 roku zbudowano plebanię po drugiej stronie ul. Lipińskiego, a w 1934 oddana do użytku, jako dom (bursa) Katolickiego Związku Młodzieży Rękodzielniczej i Przemysłowej w Sanoku, następnie działało w nim przedszkole, później plebania parafii, po czym ulokowano w niej świetlicę środowiskową. Podczas II wojny światowej w budynku plebanii parafii funkcjonowała Publiczna Szkoła Gospodarstwa Domowego i Szkoła Rzemiosła Dla Krawczyń.
W latach 1927–1942 wikariuszem parafii farnej był ks. Antoni Wołek, który był także katechetą, budowniczym i duszpasterzem kościoła w Posadzie. W listopadzie 1944 roku z powodu pobliskich wybuchów, kościół został uszkodzony i obrabowany.
17 marca 1945 roku dekretem bpa Franciszka Bardy została erygowana parafia z wydzielonego terytorium parafii Sanok Fara.
W 1958 roku został założony przez dyrygenta Antoniego Wojewodę, Chór im. św. Cecylii, odznaczany Nagrodą Miasta Sanoka; później powstał chór Gloria Sanocensis.
W 1953 roku wykonano wyposażenie i polichromię kościoła. W 1969 roku do parafii przybyły siostry Służebniczki Starowiejski. W 1970 roku kościół został konsekrowany.
Duchowni parafii przyczynili się do powstania kaplicy w szpitalu przy ul. Stanisława Konarskiego w Sanoku. Grobowiec proboszczów parafii znajduje się na Cmentarzu Posada w Sanoku.
Na terenie parafii jest 5 980 wiernych.
Proboszczowie parafii:
1931–1943. ks. Antoni Wołek (wikariusz parafii farnej).
1945–1952. ks. Piotr Roztocki.
1952–1961. ks. Stanisław Gajecki.
1961–1981. ks. Kazimierz Pyś.
1981–2003. ks. Kazimierz Pszon.
2003– nadal ks. prał. Piotr Buk.

## Terytorium parafii
Teren parafii obejmuje ulice: Akacjowa, Ceramiczna, Cmentarna, Dworcowa, Jasińskiego, Kasprzaka, Kilińskiego, Kołłątaja, Kościelna, Leśna, Lipińskiego, Lipowa, Lwowska (numery parzyste), Łany, Murarska, Nowa, Okrzei, Porcelanowa, Reja, Reymonta, Robotnicza, Rysia, Rzemieślnicza, Stróże Wielkie, Stróżowska, Szklana, Topolowa, Wichrowa, Wierzbowa, Wilcza, Wolna.